# 百色水利枢纽
百色水利枢纽位于中国广西壮族自治区百色市的上游22公里右江河段上，它是一座以防洪为主、兼有发电、灌溉、航运、供水等综合效益的水利枢纽。

## 技术指标
水库总库容56．6亿立方米，其中防洪库容26．4亿立方米。水库面积135平方公里，其中云南省33.84平方公里。渠化上游干流108km，形成300多km的库区航道。下游至南宁市区防洪标准提高到50年一遇。
最大坝高130米，最大蓄水位228米，设计最大水头105米，装机54万千瓦，最大出力58万千瓦，枯水期保证出力12.3万千瓦。多年平均发电量17亿度。枯水期调峰电量占年发电量64%。
银屯副坝。

## 东笋水电站
东笋水电站是百色水利枢纽的反调节水库。坝址距下游百色市区15.4km，距上游百色水利枢纽6.6km。

## 百色水利枢纽通航设施工程
2001年，百色水利枢纽工程开工建设，云南经广西右江出海水运通道开始断航。
2021年6月23日开始在左岸的那禄沟按照1000吨级通航标准建设百色枢纽通航建筑物，包括：
- 上游引航道
- 省水船闸：国内首建的高水头带独立省水池的省水船闸
- 中间渠道：长2186米、底宽45米、水深4.2米的中间渠道为世界长度最长、尺度最大的中间渠道
- 支汊挡水土坝
- 通航渡槽
- 垂直升船机：世界在建的提升重量最大（10,700吨）的全平衡钢丝绳卷扬式升船机
- 下游辅助船闸
- 下游引航道

工程规模可容纳2×500吨级船队，兼顾1000吨级单船，设计年单向通过能力602万吨。是世界首座同时建有省水船闸和升船机的通航枢纽。 
百色水利枢纽通航设施工程项目总投资50.17亿元，工期76个月，由云南省港航投资建设有限责任公司、广西北部湾集团旗下广西西江集团、广西右江水利开发有限责任公司共同出资建设。项目连通百色水利枢纽库区及右江河道，将新建。

## 历史
在2001年10月开工建设，于2002年10月截流，2005年8月下闸蓄水。工程总投资62.95亿元。